# 5111 Jacliff
Az 5111 Jacliff (ideiglenes jelöléssel 1987 SE4) a Naprendszer kisbolygóövében található aszteroida. Edward L. G. Bowell fedezte fel 1987. szeptember 29-én.